# Ammophila aucella
Ammophila aucella är en biart som beskrevs av Menke 1966. Ammophila aucella ingår i släktet Ammophila och familjen grävsteklar. Inga underarter finns listade i Catalogue of Life.